# Cordillera El Sira
La cordillera El Sira es una cadena montañosa que está situada en los Andes del Perú. Está dividida políticamente entre los departamentos de Huánuco, Pasco y Ucayali.

## Descripción
La cordillera se extiende en dirección NNW-SSE sobre una longitud de aproximadamente 270 km a lo largo del límite de los departamentos de Huánuco y Pasco en el oeste y el departamento de Ucayali en el este. La cordillera está flanqueada al oeste por el río Pachitea y su fuente derecha, el río Pichis, al este por el río Ucayali y al sur y sureste por el río Tambo. Al sur, las montañas llegan al recodo del río Tambo, 60 km al sur de la ciudad de Atalaya. El río Unine cruza el extremo sur de la cordillera de El Sira en dirección este. Las montañas de Sira separan un paisaje de cuenca frente a los Andes al oeste de las tierras bajas del Amazonas al este. En el suroeste, la cordillera se encuentra con la cresta de la cordillera San Carlos. Más allá del río Tambo, la cordillera de Vilcabamba forma la continuación sur. El punto más alto de las montañas de Sira es el Pico Sira de 2350 m de altura. El área de asentamiento de los Asháninka, el Gran Pajonal, se extiende al sur de las montañas de Sira y más al oeste.

## Importancia natural
Las montañas de El Sira están cubiertas principalmente de selva tropical y tienen una alta biodiversidad. Forma el hábitat de muchas especies animales en peligro de extinción. En 2001 se estableció la Reserva Comunal El Sira de 6164 km².

## Importancia cultural
Dentro de El Sira habitan varias comunidades amerindias, siendo repartidos entre los pueblos nativos de los ashánincas, amueshas y shipibo-conibos, quienes también se encargan de cuidar el ambiente de la cordillera.